# فيكي بوليت
فيكي بوليت (بالإنجليزية: Vicky Bullett) مواليد 4 أكتوبر 1967 في مرتينسبورغ، هي لاعبة كرة سلة أمريكية معتزلة تحولت إلى التدريب بعد الاعتزال. بدأت مسيرتها الاحترافية في سنة 1990. تم اختيارها من قبل فريق شارلوت ستينغ خلال الدرافت. يبلغ طولها 6 قدم 3 بوصة (1.9 م). شاركت في دورة الألعاب الأولمبية الصيفية سنة 1988. اعتزلت اللعب في 2006.

## المسيرة الاحترافية
لعبت مع باري من سنة 1990 إلى 1993، ثم لعبت مع شارلوت ستينغ في سنة 1997، ثم لعبت مع نادي فلومينينسي في موسم 1997–1998، ثم لعبت مع واشنطن ميستيكس في سنة 2000، ثم لعبت مع نابولي من سنة 2004 إلى 2006.

## سجل المنافسة
شاركت في المنافسات التالية:
- الألعاب الأولمبية الصيفية 1988
- الألعاب الأولمبية الصيفية 1992

## الميداليات
| الميدالية | المسابقة                           |
| --------- | ---------------------------------- |
| ذهبية     | الألعاب الأولمبية الصيفية 1988     |
| برونزية   | الألعاب الأولمبية الصيفية 1992     |
| ذهبية     | كأس العالم لكرة السلة للسيدات 1990 |

## روابط خارجية
- فيكي بوليت على موقع الاتحاد الدولي لكرة السلة (الإنجليزية)
- فيكي بوليت على موقع الاتحاد الدولي لكرة السلة (الإنجليزية)
- فيكي بوليت على موقع الاتحاد الوطني لكرة السلة النسائية (الإنجليزية)
- فيكي بوليت على موقع كرة السلة الأوروبية.كوم (الإنجليزية)
- فيكي بوليت على موقع كلية كرة السلة في سبورتس رفرنس.كوم (الإنجليزية)
- فيكي بوليت على موقع بروبوليرز (الإنجليزية)
- فيكي بوليت على موقع قاعة مشاهير كرة السلة للسيدات (الإنجليزية)
- فيكي بوليت على موقع سبورتس رفرنس (الإنجليزية)
- فيكي بوليت على موقع سبورتس رفرنس (الإنجليزية)
- فيكي بوليت على موقع اللجنة الأولمبية الدولية (الإنجليزية)